# Nakamura Nakazo I
Pour les articles homonymes, voir Nakamura.
Nakazō I Nakamura (1736 – 6 juin 1790), aussi connu sous le nom Hidetsuru ou Sakaeya, est un acteur japonais du théâtre kabuki.
Né à Edo, il commence à jouer les « méchants » au théâtre Nakamura, puis joue au théâtre Ichimura, et invente un nouveau style de jeu connu depuis lors comme le hidetsuru. Il est ensuite maître de l'école de danse Shigayama, où il introduit les rôles masculins dans les danses shosagoto.
Nakamura meurt à Edo.

## Ouvrages
- Tsuki-yuki-hana nemonogatari (« Lune, neige et fleurs : doux petits riens »), son autobiographie
- Hidetsuru nikki (Essais)